# Enganyapastors maharaja
L'enganyapastors maharaja (Caprimulgus atripennis) és una espècie d'ocell de la família dels caprimúlgids (Caprimulgidae) que habita boscos, camp obert i ciutats de les terres baixes de l'Índia peninsular, des del sud de Maharashtra i Andhra Pradesh cap al sud, incloent-hi Sri Lanka.